# Machaerium cuzcoense
Machaerium cuzcoense é uma espécie vegetal da família Fabaceae.
Apenas pode ser encontrada no Peru.